# Леньков Круг
Ле́ньков Круг (укр. Ле́ньків Круг) — село Черниговского района Черниговской области Украины. Население 114 человек.
Код КОАТУУ: 7425583102. Почтовый индекс: 15551. Телефонный код: +380 462.

## Власть
Орган местного самоуправления — Карховский сельский совет. Почтовый адрес: 15551, Черниговская обл., Черниговский р-н, с. Карховка, ул. Тракторная, 8.